# اچ‌ام‌سی‌اس شربروک (کی۱۵۲)
اچ‌ام‌سی‌اس شربروک (کی۱۵۲) (به انگلیسی: HMCS Sherbrooke (K152)) یک کشتی بود که طول آن ۲۰۵ فوت (۶۲٫۴۸ متر) بود. این کشتی در سال ۱۹۴۱ ساخته شد.